# Pipe Dream – Lügen haben Klempnerbeine
Pipe Dream – Lügen haben Klempnerbeine (Pipe Dream) ist eine US-amerikanische Filmkomödie aus dem Jahr 2002. Regie führte John C. Walsh, der auch gemeinsam mit Cynthia Kaplan das Drehbuch schrieb.

## Handlung
David Kulovic arbeitet in New York City als Klempner. Er lernt zahlreiche Frauen kennen, die jedoch eher zu flüchtigen Affären als zu einer dauerhaften Beziehung bereit sind. Kulovic stiehlt seiner neuen Nachbarin Toni Edelman, einer Schriftstellerin, ein von ihr verfasstes Drehbuch. Er zeigt das Drehbuch einigen Schauspielerinnen und lügt den Frauen vor, er sei David Copelberg, ein Regisseur, der einen neuen Film drehen wolle. Sein Freund RJ Martling fungiert als ein Castingexperte. Das Projekt wird in der Branche bekannt; es findet sich ein Unternehmer, der zwei Millionen Dollar investiert. Edelman ist zuerst sauer, aber dann überredet sie Kulovic, den Film wirklich zu drehen.
Die Schauspielerin Marliss Funt wird für die Hauptrolle, anstelle eines ebenfalls interessierten Stars, engagiert – weil Kulovic sie geeigneter für die Rolle findet. Sie findet Kulovic faszinierend und verabredet sich mit ihm, was Edelman eifersüchtig macht. Edelman und Kulovic küssen sich und haben Sex. Die Autorin wird eifersüchtig, als Kulovic Funt tröstet und dabei umarmt, aber dieser kann die Situation klären.
Es stellt sich heraus, dass Kulovic einigen Kunden überhöhte Rechnungen gestellt hatte. Seine mit einer versteckten Kamera aufgenommenen Bilder werden im Fernsehen gezeigt. Der Geldgeber feuert Kulovic, Edelman und Martling, aber nach einiger Zeit besucht er den Klempner und will ihn als Regisseur zurückhaben. Kulovic überzeugt ihn, dass Edelman für das Projekt wichtig ist (Er vergleicht sie mit Cyrano von Bergerac und sich selbst mit Christian de Neuvillette). Sie übernimmt wieder die Regie und Kulovic den Job des Catering-Assistenten. Er sagt später Edelman, dass er Gefallen an der Arbeit als Regisseur gefunden habe. Die letzte Szene zeigt ihn und Edelman bei der Arbeit, als sie Filmdetails besprechen.

## Kritiken
Kenneth Turan bezeichnete den Film in der Los Angeles Times vom 18. Oktober 2002, als eine „kluge, süße und verspielte romantische Komödie“. Wie auch Ed's Next Move aus dem Jahr 1996 zeige er die Sensibilität des Regisseurs. Genauso Martin Donovan wie auch Mary-Louise Parker seien die richtige Besetzung der gespielten Rollen. Besonders „bemerkenswert“ sei Parkers „intelligente“ und „souveräne“ Darstellung.

## Hintergründe
Der Film kam nach der Weltpremiere am 20. Februar 2002 am 4. Oktober 2002 in die ausgewählten Kinos der USA.